# Den upálení mistra Jana Husa
Den upálení mistra Jana Husa je státní svátek České republiky připadající na 6. červenec. Je daný zákonem č. 245/2000 Sb., účinným od 9. srpna 2000, jakožto připomínka upálení kněze a reformátora Jana Husa během kostnického koncilu v roce 1415.

## Historie

### Jan Hus a husitství
Mistr Jan Hus byl český římskokatolický kněz, středověký náboženský myslitel, vysokoškolský pedagog, reformátor a kazatel. Hus byl, po Johnu Wycliffovi, jehož myšlenkami a argumentací byl inspirován, jedním z prvních reformátorů církve, který téměř o jedno století předběhl své následníky – Luthera, Kalvína a Zwingliho. Jan Hus od roku 1398 vyučoval na pražské univerzitě a v letech 1409–1410 byl jejím rektorem. Ve svých náboženských pracích kritizoval mravní úpadek, v němž se ocitla katolická církev. Římskokatolická církev ho označila za kacíře, jeho učení za herezi a v roce 1411 jej exkomunikovala ze svých řad. Hus byl upálen na kostnickém koncilu 6. července 1415.
K odkazu Jana Husa se hlásili husité a později i další církve a společnosti vzešlé z české i protestantské reformace. Husité zahrnovali většinu české populace v Českém království, vytvořili tak velkou vojenskou sílu a během husitských válek porazili několik křížových výprav. O století později bylo více než 90 % obyvatel českých zemí nekatolických a někteří stále následovali učení Jana Husa a jeho nástupců.

### Vznik svátku
K první oslavě Jana Husa došlo v roce 1416, nedlouho po smrti Jeronýma Pražského. Přes snahy Zikmunda Lucemburského, který se prostřednictvím svého bratra Václava IV. i papežského legáta (inkvizitora Jana Dominici) snažil osobnost Jana Husa vymazat z paměti národa, se den upálení Jana Husa připomínal pietními akcemi a bohoslužbami věřících v celé zemi. Den 6. červenec se stal lidovým a neoficiálním svátečním dnem. Na sněmu dne 29. ledna 1524 navržený „svátek M. Jana Husi i jiných dědiců českých“ uzákoněn nebyl.

### Jezuité a doba pobělohorská
Po nástupu Habsburků na trůn pozval Ferdinand I. v roce 1556 do země jezuity. Po jejich téměř třicetiletém působení v českých zemích upevnili jezuité svou moc a prostřednictvím svého generálního vikáře Jiřího Bartholda Pontanuse z Breitenberka začali protestovat proti Husově svátku. Pontanus si stěžoval u papeže Řehoře XIII. na bludný a zlý Husův den a se svými stížnostmi uspěl. Koncem roku 1584 byly zabaveny vytištěné kalendáře, došlo i k zatčení tiskařů a pokusům zastrašit univerzitní profesory, ale pohoršení veřejnosti bylo tak veliké, že se po třech letech Husův památný den do kalendářů vrátil. Pontanus navrhoval papeži různé náhrady Husova svátku, například jím vymyšlený svátek nazvaný „karlštejnské ostatky“. Později, v dobách zákazu Husova památného dne, prorazili jezuité s kultem Jana Nepomuckého.
Po vydání Rudolfova majestátu v roce 1609 byla dočasně prolomena jezuitská cenzura a 6. červenec byl v kalendářích „všeobecným dnem husitským“.
Po staroměstské exekuci v roce 1621 pobouřily veliké oslavy Husova svátku papežského nuncia Carlo Caraffu natolik, že doporučil Ferdinandu II., aby dal vymazat jméno Jana Husa z kalendářů a přikázal pro den 6. července zavírat kostely, což císař v roce 1622 učinil. Rok 1621 byl nadlouho posledním rokem, kdy se osobnost Jana Husa legálně připomínala. Ještě ale v roce 1635 jezuité žádali císaře, aby poslal vojsko na obyvatele Dašic na Pardubicku, kteří se příkazům nepodrobili.

### 19. a 20. století
V 19. století začal být Jan Hus vnímán díky národnímu obrození jako jedna z velkých postav českých dějin. Organizovány byly poutě na místa spojená s ním i husitstvím (včetně dvou velkých poutí do Kostnice v letech 1868 a 1883), hojně byly též budovány jeho pomníky. Tradice Jana Husa byla podporována i po vzniku Československa v roce 1918.
V roce 1925 se rozhořela Marmaggiho aféra kvůli plánovanému zrušení svátku Jana Nepomuckého a zavedení památného dne Jana Husa, protože papežská kurie nechtěla akceptovat právo československých občanů na vlastní svátky. Československým svátkem se 6. červenec stal na základě zákona č. 65/1925 Sb., účinným od 15. dubna 1925, který ho zařadil mezi památné dny. Tím zůstal i během existence Protektorátu Čechy a Morava (1939–1945) a následných let. Jako památný den jej převzal také nový svátkový zákon č. 93/1951 Sb., účinný od 1. ledna 1952. Zákonem č. 204/1990 Sb., účinným od 18. května 1990, byl 6. červenec jako Den upálení mistra Jana Husa souběžně stanoven prvním (a jediným) státním svátkem České republiky coby české části československé federace. Po rozpadu Československa s koncem roku 1992 převzalo samostatné Česko beze změn československý zákon z roku 1951 i český zákon z roku 1990, výroční den Husova upálení tak byl zároveň památným dnem i státním svátkem. Na základě nového svátkového zákona č. 245/2000 Sb., s účinností od 9. srpna 2000, zůstal 6. červenec státním svátkem pod stejným názvem i nadále, zatímco kategorie památných dnů byla zrušena.
Pro Církev československou husitskou patří výročí Husovy smrti k významnějším svátkům.